# George Bancroft (Schauspieler)

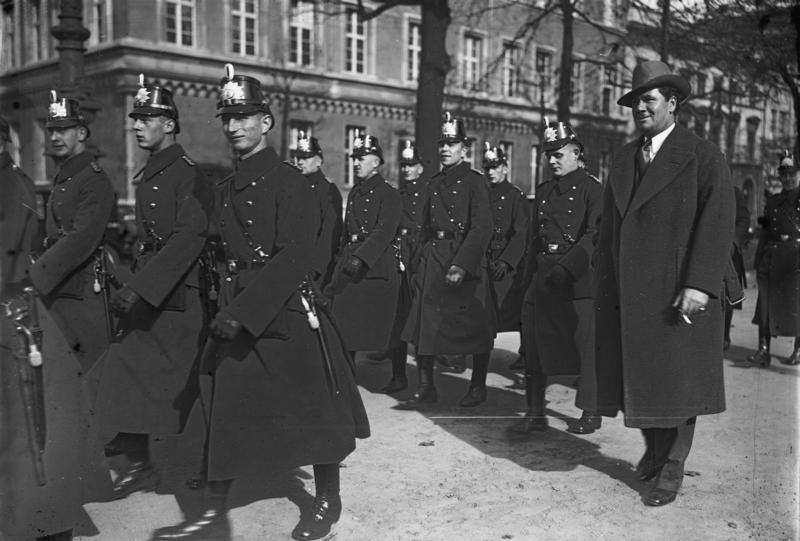
George Bancroft in Berlin (1929, rechts)

George Bancroft (* 30. September 1882 in Philadelphia, Pennsylvania; † 2. Oktober 1956 in Santa Monica, Kalifornien) war ein US-amerikanischer Schauspieler.

## Leben
Der großgewachsene, kräftige Bancroft begann seine Karriere im Vaudeville. Er schaffte den Sprung zum Broadway, wo er sich mit Auftritten in The Trail of the Lonesome Pine und Paid in Full rasch einen Namen machte. Sein Filmdebüt gab er 1921 in dem Streifen The Journey's End, doch erst 1925 wurde er durch den Western The Pony Express unter der Regie von James Cruze ein Star der Gesellschaft Paramount. Er erreichte den Gipfel seiner Popularität durch Auftritte als Gangster in dem Josef-von-Sternberg-Klassiker Underworld, der 1927 zum ersten Mal einen besorgten Blick hinter die Kulissen des organisierten Verbrechens warf. Ben Hecht schrieb das Drehbuch und der Film wurde stilbildend für das gesamte Genre. Bancroft hatte eine seiner besten Rollen ein Jahr später, erneut unter der Regie von Josef von Sternbergs, in The Docks of New York, der ihn als Seemann zeigten, der sich in eine Prostituierte, gespielt von Betty Compson, verliebt, und die Schuld für einen von ihr begangenen Totschlag übernimmt.
Der Schauspieler schaffte den Sprung in den Tonfilm problemlos und erhielt 1930 eine Oscar-Nominierung als Bester Hauptdarsteller für seinen Auftritt in Sie nannten ihn Thunderbolt. Bald darauf nahm Bancrofts Popularität wohl auch altersbedingt ab, sodass er sich ab Mitte der 1930er-Jahre vorwiegend mit Nebenrollen zufriedengeben musste. Er spielte unter anderem einen schlecht gelaunten Zeitungsredakteur in Frank Capras Tragikomödie Mr. Deeds geht in die Stadt (1936) und einen dubiosen Geschäftsmann in Michael Curtiz’ Gangsterfilm Chicago – Engel mit schmutzigen Gesichtern (1938). 1939 verkörperte er den ehrenhaften Sheriff in John Fords Western-Klassiker Ringo. 1942 beendete seine Schauspielkarriere nach 54 Filmen, um sich auf seine Ranch zurückzuziehen.
Während seine erste Ehe mit Edna Brothers geschieden wurde, blieb er mit seiner zweiten Frau Octavia Broske (1886–1967) bis zu seinem Tod verheiratet. Sie hatten eine Tochter namens Georgette. Er verstarb 1956 im Alter von 74 Jahren in Santa Monica.

## Filmografie (Auswahl)
- 1925: The Pony Express
- 1926: Korsaren (Old Ironsides)
- 1926: Ein Ende mit Schrecken (Sea Horses)
- 1926: Die Farm auf dem Hügel (The Enchanted Hill)
- 1927: Unterwelt (Underworld)
- 1927: Ein Gaunerparadies (Too Many Crooks)
- 1927: The Rough Riders
- 1928: Die Docks von New York (The Docks of New York)
- 1928: Polizei (The Drag Net)
- 1929: Der Kampf um die Macht (The Mighty)
- 1929: Sie nannten ihn Thunderbolt (Thunderbolt)
- 1929: Millionen um ein Weib (The Wolf of Wall Street)
- 1930: Paramount-Parade (Paramount on Parade)
- 1930: Orkan (Derelict)
- 1931: Scandal Sheet
- 1932: Wer hat hier recht? (Lady and Gent)
- 1933: Blood Money
- 1936: Mr. Deeds geht in die Stadt (Mr. Deeds Goes To Town)
- 1937: A Doctor’s Diary
- 1938: Chicago – Engel mit schmutzigen Gesichtern (Angels With Dirty Faces)
- 1939: Ringo (Stagecoach)
- 1939: Todesangst bei jeder Dämmerung (Each Dawn I Die)
- 1939: Herrscher der Meere (Rulers of the Sea)
- 1939: Die grüne Hölle (Green Hell)
- 1940: Die scharlachroten Reiter (North West Mounted Police)
- 1940: Der junge Edison (Young Tom Edison)
- 1941: Flucht nach Texas (Texas)
- 1942: Gespensterjagd in Dixie (Whistling in Dixie)

## Auszeichnungen
- 1930: Oscar-Nominierung als Bester Hauptdarsteller für Sie nannten ihn Thunderbolt